# Manade Guillierme
Pour les articles homonymes, voir Guillierme.
La manade Fanfonne Guillierme est un élevage de taureaux de Camargue fondé en 1920 par Fanfonne Guillierme et Jean Grand sous le nom de Grand-Guillierme.

## Historique
En 1920, Fanfonne Guillierme et sa mère s'associent au gallarguois Jean Grand et au félibre Joseph d'Arbaud pour racheter l'élevage Abel de Calvisson, qui provenait lui-même de la manade Nivar. Ce dernier ne pouvant finalement participer financièrement à l'opération, la manade est créée sous le nom de Grand-Guillierme.
Le premier gardian est Marius Favier, qui s'occupe de l'élevage pendant 2 ans, est remplacé par René Chabaud jusque vers 1950.
En 1956, Fanfonne se sépare d'avec Jean Grand, et la manade prend alors son nom seul.
Les frères Jacques et Armand Espelly deviennent alors les gardians emblématiques de l'élevage. Après la mort de Fanfonne en janvier 1989, ils en reprennent les rênes. Ils échoient ensuite à Christian, fils de Jacques et de son épouse Magali ; celui-ci, à son tour, transmet la manade à son fils Hubert le 3 novembre 2007.
Les pâturages s'étendent aujourd'hui sur les communes du Cailar, Saint-Gilles, Saint-Laurent-d'Aigouze, Nîmes et Arles.

## Palmarès
La manade a élevé plusieurs cocardiers de renom, notamment Galapian et Segren, Biòu d'or respectivement en 1968 et 1983.